# Après le typhon
Pour plus de détails, voir Fiche technique et Distribution.
Après le typhon (The Man Hunter) est un film muet américain réalisé par Frank Lloyd et sorti en 1919.

## Synopsis
À la suite de la trahison de son meilleur ami Henry Benton, George Arnold se retrouve ruiné. Il jure de se venger et poursuit le coupable à travers le monde. Il le retrouve à bord d'un navire, mais le bateau fait naufrage…

## Fiche technique
- Titre : Après le typhon
- Titre original : The Man Hunter
- Réalisation : Frank Lloyd
- Scénario : Frank Lloyd, d'après sa nouvelle
- Chef opérateur : William C. Foster
- Production : William Fox pour Fox Film Corporation
- Genre : Film dramatique, Film d'aventures
- Durée : 60 minutes
- Date de sortie : 
  - États-Unis : 2 mars 1919

## Distribution
- William Farnum : George Arnold
- Louise Lovely : Helen Garfield
- Charles Clary : Henry Benton
- Marc Robbins : Joseph Carlin
- Leatrice Joy : Florence